# Uberlandiodesmus guimarai
Uberlandiodesmus guimarai är en mångfotingart som beskrevs av Christoph D. Schubart 1960. Uberlandiodesmus guimarai ingår i släktet Uberlandiodesmus och familjen Chelodesmidae. Inga underarter finns listade i Catalogue of Life.